# Kapitulacje jurysdykcyjne
Kapitulacje jurysdykcyjne – układy przyzwalające do sprawowania sądownictwa konsularnego w cudzym kraju za sprawą konsula (nazywanego jurysdykcyjnym) w stosunku do obywateli jego państwa bądź państw trzecich. Kapitulacje jurysdykcyjne zostały zapoczątkowane w 1535 roku przez Turcję z Francją a w następnej kolejności z innymi państwami Europy, wypowiedziane przez Turcję w 1914 roku, zniesione formalnie w traktacie w Lozannie w 1923 roku, stosowane także przez państwa Europy i USA w Egipcie i na Dalekim Wschodzie.